# Odontestis
Odontestis is een geslacht van vlinders van de familie visstaartjes (Nolidae).

## Soorten
- O. cyphonota Hampson, 1912
- O. fuscicona (Hampson, 1910)
- O. mesonephele (Bethune-Baker, 1909)
- O. murina Wiltshire, 1988
- O. prosticta (Holland, 1894)
- O. socotrensis Hacker & Saldaitis, 2010
- O. striata Hampson, 1912